# Taxi Driver (film, 1977)
Pour les articles homonymes, voir Taxi Driver (homonymie).
Pour plus de détails, voir Fiche technique et Distribution.
Taxi Driver (ou Citizen 1 ; en thaï : ทองพูน โคกโพ ราษฎรเต็มขั้น, Thongpoon khopko rasadorn temkan) est un film thaïlandais réalisé par le prince Chatrichalerm Yukol, sorti en 1977.
Thoongpoon Khokpho, citoyen à part entière est un film inspiré du Voleur de bicyclette de Vittorio De Sica.

## Synopsis
Un jeune paysan candide de l'Isan (Nord-Est de la Thaïlande), Thongpoon, a économisé de l'argent pendant cinq ans. Il quitte sa ville, Udon Thani, pour aller à Bangkok acheter un taxi dans l'espoir d'une vie meilleure pour son épouse et son fils. Mais très vite, sa voiture est volée par des voyous. Il tente alors de récupérer son véhicule coûte que coûte.

## Fiche technique
- Titre : Taxi Driver ou Citizen 1
- Titres alternatifs : ทองพูน โคกโพ ราษฎรเต็มขั้น, Citizen Thongpon Khokpho, Citizen Thongpoon[5], The Citizen[6]
- Réalisateur : Chatrichalerm Yukol
- Son : Niwat Samneangsanor
- Musique : Pises Sangsuwan
- Pays d'origine :  Thaïlande
- Société de distribution : Five Star
- Genre :  Drame social, action
- Durée : 124 minutes
- Date de sortie : 1977 (restauré en 2016)

## Distribution
(novembre 2020).
- Jatuphol Poopirom (จตุพล ภูอภิรมย์) : Thongpoon
- Viyada Umarin (วิยะดา อุมารินทร์) : Taen
- Nopadol Mongkolpan (นพดล มงคลพันธุ์) :ex-copain de Taen
- Pinyo Parnnui (ภิญโญ ปานนุ้ย) : le soldat paralysé dans la rue
- Somsak Chasongkram (สมศักดิ์ ชัยสงคราม) :
- Marasri Isarangkul Na Ayutthaya : Lady Lady
- เบญจมินทร์ : le chanteur
- อ๊อด จินดานุช : หำแหล่ (ลูกทองพูน)
- Boo Wibunna (บู๊ วิบูลย์นันท์ / Benjamintra Bu Vilbulnan) : le propriétaire du garage

## Postérité
« Celui qui leur (à Euthana Mukdasanit, Permpol Cheyaroon, Manop Udomdej...) avait ouvert la voie et continuait de marquer profondément le paysage du cinéma thaïlandais était M.C. Chatri Chalerm Yukol. Dans une longue suite de films dont il convient au moins de citer Thongpoon khopko rasadorn temkan (Thongpoun Khopko, citoyen à part entière, 1977) ou Muepuen (Le Tueur à gages, 1983), il a abordé l'essentiel des problèmes de la société thaïlandaise contemporaine. »

— Gérard Fouquet, Profondeurs insoupçonnées (et remugles ?) des « eaux croupies » du cinéma thaïlandais
Le journaliste Arnaud Dubus écrit en 1997 dans le mensuel Gavroche Thaïlande que Citoyen à part entière (Taxi Driver) est le plus grand film de Than Mui.
Ce film est ajouté au National Heritage Films Registry du ministère de la culture de Thaïlande en 2012.
En 2001, ทองพูน โคกโพ ราษฎรเต็มขั้น (Thongpoon khopko rasadorn temkan), une série télévisée de 28 épisodes de 65 minutes inspirée du film The Citizen (Taxi Driver / Citizen 1) avec Amphol Lumpoon dans le rôle de Thongpoo, est diffusée sur Channel 3.